# Charles Macdonald
Pour les articles homonymes, voir MacDonald.
Cet article possède un paronyme, voir Charles McDonald.
Charles Macdonald (1944-) est un ethnologue et anthropologue libertaire, né aux États-Unis et vivant en France.
Il est reconnu pour l'élaboration d'une théorie anthropologique qui met en œuvre des principes explicatifs relevant de la pensée anarchiste. Selon Edgar Morin, ses travaux éclairent les dichotomies « hiérarchie/hétérarchie/anarchie  et centrisme/polycentrisme/acentrisme ».
Il publie en 2018, L’Ordre contre l’harmonie : anthropologie de l’anarchie.

## Biographie
Ethnologue spécialisé dans l’étude des cultures d'Asie du Sud-Est, il vit pendant plusieurs années parmi une communauté indigène, les Palawans (en), du sud de l’île de Palawan aux Philippines, dont il décrit la culture égalitaire et non-violente et établit le premier dictionnaire. Il effectue également des séjours de recherche en Indonésie et au Vietnam.
En 1993, il fonde l'Institut de recherche sur le Sud-Est asiatique (IRSEA) à l’université d’Aix-Marseille qui intègre, en 2012, l'Institut de recherches asiatiques.
En 1999, il est parmi les fondateurs de la Maison Asie Pacifique (MAP) à Marseille, dont il est le directeur jusqu'en 2003.
Il publie de nombreux articles sur des thèmes aussi variés que la structure sociale, la parenté, le suicide, l’amitié, la mythologie, etc.

### Modèles organisationnelles «socio-hiérarchique» et «anarcho-grégaire»
Anthropologue de l'anarchisme, ses travaux interrogent un projet théorique et comparatif pour mieux comprendre les structures humaines. Selon lui, alors que les sociétés humaines ont vécu pendant au moins 200 000 ans dans une sorte d'anarchie au sens étymologique du terme, depuis 10 000 ans à peine, les organisations modernes valorisent des systèmes fondés sur une hiérarchie basée sur un « transcendantisme ». Soit, le pouvoir d'une entité extérieure au sujet et d'une autre nature, tel que le divin, la patrie, le marché etc à l'origine du nationalisme et de la marchandisation. Dans le sillage du théoricien de l'anarchisme Pierre Kropotkine, l'auteur de L'Entraide, un facteur de l'évolution, Charles Macdonald distingue donc deux modèles d'organisation anti-thétiques que sont l'organisation « socio-hiérarchique » d'un côté, « anarcho-grégaire » ou « anarcho-égalitaire » de l'autre.
Pour lui, dans toute société, il y a « coopération ». Mais celle-ci peut-être consentie par l’individu ou forcée par le groupe. Dans le premier cas les sujets sont autonomes et il y a égalité entre les individus, dans le deuxième les sujets sont les rouages d’un système hiérarchisé. Dans une hiérarchie, il y a compétition pour atteindre le sommet, collaboration forcée entre les niveaux et aliénation de la liberté. L’apparition de la hiérarchie avec les sociétés humaines est récente au regard de l’histoire des humains alors qu'ils consentaient naturellement à la coopération. C’est cette part grégaire de notre être qui nous fait mettre en cause les hiérarchies sociales imposées,. Les sociétés hiérarchiques se sont imposées car elles permettent une coopération efficace de grande envergure, sur des populations de taille importante, au prix de l'autonomie de l'individu. 
Comme de nombreux rapports ethnographiques ont pu le montrer, le modèle « anarcho-grégaire » existe dans de nombreuses populations indigènes de chasseurs-cueilleurs comme les Inuits ou d'essarteurs comme les habitants du centre de l'île Palawan. Sur le plan historique, les cosaques ou les pirates représentent des exemples passés d'organisation "anarcho-grégaires". Plus récemment, les communautés hippies suivent ce modèle d'organisation. Enfin, des formes temporaires sont fréquentes au sein de sociétés hiérarchisées, comme à l'occasion de pique-niques entre amis. Charles Macdonald suggère que ce modèle repose sur 3 dimensions fondamentales : l'égalité (qui s'oppose à la hiérarchie), le partage (qui s'oppose au don qui suppose la dette) et des liens dit "faibles" entre les individus c'est-à-dire interpersonnels, immanents (vs. transcendants) et temporaires.

### Le suicide dans des groupes isolés
Charles Macdonald met en évidence à partir des années 1980 l'existence d'un très fort taux de suicides dans une vallée isolée peuplée d'autochtones Palawans sur l'Ile de Palawan aux Philippines. Alors même que les taux de suicide sont très bas dans le reste de la population Palawane, cette vallée présente des taux de l'ordre de 150 pour 100 000 habitants, soit 30 fois plus élevés que ceux des Philippines. En outre, ces taux semblent persister à des niveaux élevés depuis plusieurs décennies et être indépendants de toute transformation culturelle. Charles Macdonald montre que ce phénomène (fort taux de suicide localisé au sein d'une plus large population à faible risque suicidaire), loin d'être unique, a été observé dans d'autres populations telles que les Aguarunas du Pérou, les Vaqueiros d'Espagne ou les Baruyas de Nouvelle-Guinée. Il est fait l'hypothèse que le phénomène puisse résulter de l'isolement géographique propice à un double mécanisme avec d'une part l'amplification de facteurs de risque génétiques préexistants et d'autre part le développement local d'une micro-culture d'acceptation du suicide en tant que solution acceptable,. Cette étude, illustrée par un documentaire sur une mission menée en 2014 avec le psychiatre Fabrice Jollant représente un exemple remarquable du rôle de l'isolement géographique sur les comportements humains.

## Publications et communications
(liste non exhaustive)
- « Charles Macdonald », sur data.bnf.fr.

- « Charles Macdonald », sur worldcat.org.

- L’autorité sans le pouvoir : anthropologie critique, perspectives libertaires, Academia, Anthropologie prospective, 2024, 324pp, « présentation éditeur ».

- Une Société simple, parenté et résidence chez les Palawan, Philippines, Paris, musée de l'Homme, Institut d'ethnologie, 1977, (BNF 35306038).
- Claude Vogel, Une Société simple. Parenté et résidence chez les Palawan (Philippines), L'Homme, Éditions de l'EHESS, 1981, tome 21, no 3. p. 142-143, [lire en ligne].

- Uncultural behavior: an anthropological investigation of suicide in the Southern Philippines. University of Hawaii'i Press 2007.
- L'anthropologie sociale en France, dans quel état ?, Ethnologie française, 2008/4, p. 617-625, DOI 10.3917/ethn.084.0617, [lire en ligne].

- L’Anthropologie du suicide Interprétation ou explication ?, L’Homme, 191|2009, Éditions de l'EHESS, [lire en ligne], DOI 10.4000/lhomme.22245.

- Anthropologie de l'anarchie et anarchisme, Centre international de recherches sur l'anarchisme (Marseille), 10 octobre 2014, [lire en ligne].

- Structures des groupes humains. Vers une axiomatique, L'Homme 2016/1, p. 7-20, [lire en ligne].

- Ethnologie, anthropologie et anarchisme, communication au Colloque « Anarchisme et sciences sociales », université de Lille, 23-24 mars 2018, [lire en ligne].

- Charles MacDonald, L'ordre contre l'harmonie : anthropologie de l'anarchie, Paris, Pétra, 2018, 336 p. (ISBN 978-2-847-43204-6, OCLC 1041422917, lire en ligne).

- (en) « The Anthropology of Anarchy », Indian Journal of Human Development, vol. 6, p. 49-66, 31 mai 2017, [lire en ligne].

### Contributions à des ouvrages collectifs
- (en) Anarchic Solidarity, université Yale, 2011,  (ISBN 9780938692959), (OCLC 746767753).
- (en) The Character of Human Institutions, Transaction Publishers (en), 2014.